# Cisaprid
Cisaprid je gastrointestinalno prokinetičko sredstvo - propulziv. U većini zemalja svijeta, pa tako i u Hrvatskoj, izbačen je iz uporabe zbog velike kardiotoksičnosti.

## Farmakoterapijska skupina i djelovanje
Cisaprid je gastrointestinalno prokinetičko sredstvo - propulziv. Povećava oslobađanje acetilkolina u probavnom traktu. Time ubrzava i normalizira peristaltiku probavnih organa te sprječava zastoj i refluks sadržaja probavnih organa. Od sličnih se lijekova razlikuje po tome da ne inhibira dopaminske receptore i neposredno ne potiče kolinergičke receptore. 

## Farmakokinetski podaci
Veći se dio cisaprida veže na plazmatske bjelančevine, poglavito na albumine. Metabolizira se pretežito pomoću jetrenih enzima citokrom P-450.

## Terapijske indikacije
- Liječenje teške upale jednjaka (GERB) i s njome povezanih tegoba,
- liječenje teških oblika dokazane gastropareze, kada drugi lijekovi nisu djelotvorni, npr. pri dijabetičkoj neuropatiji,
- liječenje dokazane patološke regurgitacije u djece, kada mjere kao što su pravilan položaj djeteta i dijeta nemaju zadovoljavajući učinak.

## Kontraindikacije
- Preosjetljivost na cisaprid ili druge sastojke lijeka.
- Cisaprid se ne smije uzimati istodobno s lijekovima koji koče djelovanje enzima citokrom P-450 3A4, kao što su: azolni antimikotici, makrolidni antibiotici, inhibitori proteaze virusa HIV i nefazodon.
- Cisaprid se ne smije uzimati ako je u EKG-u produljen QT-interval. To je rijedak poremećaj srčanog provođenja koji može biti prirođen ili pak nastane npr. zbog šećerne bolesti, zbog istovremenog liječenja nekim lijekovima ili iz nepoznatog uzroka. Cisaprid se ne smije uzimati istodobno s tim lijekovima u slučaju smanjene serumske koncentracije kalija ili magnezija ili vrlo sporog srčanog ritma.
- Uzimanje cisaprida se ne preporučuje bolesnicima kojima su bliži rođaci s prirođenim oblikom produljenoga QT-intervala.
- Nedonoščad, rođena prije 36. tjedna trudnoće, ne smiju prva tri mjeseca nakon rođenja dobivati cisaprid.

## Mjere opreza
Važno jest da je liječnik upoznat s ozbiljnim bolestima od kojih boluje pacijent i njegovi bliži rođaci. Oprez je potreban u bolesnika kojima bi povećani motilitet probavnih organa mogao štetiti. Pri smanjenoj bubrežnoj i jetrenoj funkciji preporučuje se smanjivanje dnevne doze na polovicu. U starijih su osoba plazmatske koncentracije cisaprida nešto veće zbog njegova produljena biološkog vremena polueliminacije. Početna je doza uobičajena, a kasnije se prilagođava glede ljekovitog učinka ili možebitnih nuspojava.
Uzimanje cisaprida trebaju izbjegavati bolesnici u kojih postoji povećana opasnost od pojave srčane aritmije. Takvim bolesnicima treba prije početka liječenja cisapridom provjeriti EKG, koncentraciju elektrolita u serumu (kalija i magnezija) i rad bubrega, pažljivo procijeniti rizik i odvagnuti između koristi liječenja i možebitnog rizika. Takve bolesnike treba tijekom liječenja brižno nadzirati. To su bolesnici sa sljedećim bolestima ili sumnjom na nje:
- bolesnici s povećanim rizikom od poremećaja elektrolitske ravnoteže (npr. zbog uzimanja dijuretika ili inzulina pri akutnom pogoršanju, ili pri jakom povraćanju i proljevu);
- bolesnici s teškim oštećenjem bubrežne funkcije, posebice ako im je redovito potrebna dijaliza;
- bolesnici sa značajnom kroničnom opstruktivnom plućnom bolešću ili sa slabljenjem dišne funkcije;
- bolesnici sa značajnom srčanom bolešću u anamnezi (ozbiljna ventrikularna aritmija, atrioventrikularni blok II. ili III. stupnja, nepravilan rad sinusnog čvora, kongestivna srčana insuficijencija, ishemička bolest srca) i bolesnici s iznenadnom smrti u obiteljskoj anamnezi.

Bolesnici s QT-intervalom duljim od 450 ms i bolesnici s nekorigiranim poremećajem elektrolita ne smiju uzimati cisaprid.

### Interakcije
Cisaprid se pretežito metabolizira pomoću skupine enzima citokrom P-450 3A4. Lijekovi koji znatno koče te enzime mogu povećati plazmatsku koncentraciju cisaprida i prouzročiti produljenje QT-intervala u EKG-u te povećati opasnost od nastanka srčanih aritmija. Istodobno oralno ili intravensko uzimanje tih lijekova i cisaprida je kontraindicirano. Takvi su lijekovi:
- azolni antimikotici (npr. ketokonazol, itrakonazol, flukonazol, mikonazol)
- makrolidni antibiotici (npr. eritromicin, klaritromicin, troleandomicin)
- inhibitori proteaze virusa HIV (npr. ritonavir ili indinavir jesu snažni inhibitori enzima citokrom P-450 3A4, dok je sakvinavir samo slab inhibitor)
- nefazodon.

Tijekom liječenja cisapridom kontraindicirano je uzimanje lijekova koji u EKG-u mogu produljiti QT-interval. Takvi su lijekovi:
- neki antiaritmici iz razreda IA (npr. kinidin, disopiramid, prokainamid) i razreda III (npr. amjodaron, sotalol)
- triciklički antidepresivi (npr. amitriptalin, maprotilin)
- neki antipsihotički lijekovi (npr. fenotiazini, pimozid i sertindol)
- neki antihistaminici (npr. astemizol i terfenadin)
- bepridil, halofantrin i sparfloksacin.

Tijekom liječenja cisapridom ne smije se piti sok od grejpa, jer povećava bioraspoloživost i plazmatsku koncentraciju cisaprida.
Cimetidin i ranitidin povećavaju apsorpciju cisaprida iz probavnih organa, a opioidi smanjuju njegovu djelotvornost.
Ubrzano pražnjenje želuca pomoću cisaprida može utjecati na apsorpciju lijekova (npr. benzodiazepina, antikoagulacijskih pripravaka i paracetamola: apsorpcija iz želuca može biti smanjena, a iz tankog crijeva pospješena.
Vrijeme koagulacije može biti produljeno u bolesnika koji uzimaju antikoagulanse. Za prilagođavanje doze antikoagulansa preporučuje se kontroliranje protrombinskog vremena tjedan dana nakon početka i tjedan dana nakon završetka liječenja cisapridom.
Antikolinergički lijekovi mogu kočiti učinke cisaprida na motilitet probavnih organa.
Budući da cisaprid može pospješiti apsorpciju depresora središnjega živčanog sustava, kao što su npr. barbiturati ili alkohol, pri uzimanju istih potreban je oprez.

### Trudnoćaidojenje
U opsežnom ispitivanju na ljudima čestota prirođenih anomalija zbog cisaprida nije se u novorođenčadi povećala. Usprkos tomu, lijek se tijekom trudnoće, posebice u prva tri mjeseca, daje samo u nužnim slučajevima, ako očekivana korist opravdava rizik. Budući da se lijek izlučuje u mlijeko, tijekom liječenja cisapridom ne preporučuje se dojenje.

### Utjecaj na sposobnost upravljanja vozilima i strojevima
Cisaprid ne utječe na psihomotoričke funkcije i ne uzrokuje sedaciju ili pospanost. Oprez je potreban pri istodobnom uzimanju barbiturata ili uživanju alkoholnih pića.

## Doziranje
Odrasli: 10 mg 3 do 4 puta na dan (prije triju glavnih obroka hrane i prije spavanja). Cisaprid se može davati i 2 puta na dan po 20 mg (prije doručka i prije spavanja).
Dojenčad i djeca: 0,2 mg/kg najviše 3 do 4 puta na dan. Najveća ukupna dnevna doza za djecu ne smije premašiti 20 mg.

Bolesnicima s oštećenom jetrenom ili bubrežnom funkcijom preporučuje se polovična doza lijeka (najviše 20 mg na dan). Za liječenje tegoba u gornjem dijelu probavnog sustava cisaprid se uzima najmanje 15 minuta prije obroka s malo tekućine (ne sa sokom grejpa).

## Predoziranje
Znakovi predoziranja su najčešće grčevi u trbuhu i češće pražnjenje stolice.Kod male djece je moguća blaga sedacija, apatija i atonija. Postoje izvješća o rijetkim slučajevima produljenja QT-intervala i ventrikularnih aritmija. Kod predoziranja se preporučuje aktivni ugljen, a kada je potrebno, i simptomatsko liječenje. Nema specifičnog antidota. Preporučuje se praćenje možebitne bradikardije, promjene u EKG-u i čimbenika rizika za nastanak aritmije (npr. elektrolitske ravnoteže).

## Nuspojave
Prolazno se mogu pojaviti grčevi u trbuhu, nadimanje, podrigivanje ili proljev. Rijetke su glavobolja ili vrtoglavica. Ako se proljev pojavi u djece, dozu treba smanjiti. Moguće su i reakcije preosjetljivosti (osip, svrbež, koprivnjača, opstrukcija bronha), abnormalnosti jetrenih funkcija, ginekomastija i galaktoreja, često mokrenje, retencija urina i cistitis. Sa strane središnjega živčanog sustava moguće su konvulzije i ekstrapiramidalni znakovi. Postoje izvješća o pojedinačnim slučajevima opasnih srčanih aritmija, uključivo s ventrikularnom tahikardijom, ventrikularnom fibrilacijom, ventrikularnom aritmijom tipa torsade de pointes i produljivanjem QT-intervala. Većina tih bolesnika je istodobno uzimala i brojne druge lijekove, uključujući i lijekove koji inhibiraju djelovanje enzima skupine citokrom P-450 3A4, i/ili su imali srčanu bolest ili povećani rizik od srčanih aritmija .